# Антифон
Антифон (грч. αντιφωνον, αντι; „насупрот” и φωνη „глас”) је кратка песма у хришћанском ритуалу, пева се као рефрен. Текстови за антифон се обично узимају из псалами или Светог писма, али могу бити и слободно састављени.
Антифоне је фаворизовао Свети Амвросије и они су истакнути у амброзијанском певању, али се широко користе и у грегоријанском певању. Могу се користити током мисе и других обреда.